# Vincenzo Rospigliosi
Vincenzo Rospigliosi (Pistoia, 22 febbraio 1635 – Lamporecchio, 20 marzo 1673) è stato un ammiraglio e nobile italiano.

## Biografia

### I primi anni
Nato a Pistoia nel 1635, su sprone del padre Camillo Domenico Rospigliosi entrò giovanissimo nell'ordine di Malta (1648) ed intraprese la carriera militare. Dal 1654 si trasferì a Roma presso lo zio Giulio che era nunzio apostolico in Spagna, completando nel contempo la propria formazione in letteratura ed in musica. Suo fratello sarà il futuro cardinale Giacomo Rospigliosi.
Quando lo zio venne eletto pontefice col nome di Clemente IX nel 1667, per contro egli si trovò più libero dagli obblighi curiali e condusse una vita più attiva nell'ordine, ottenendo il titolo di balì di Sant'Eufemia. Il 30 agosto di quello stesso anno, ad ogni modo, il pontefice lo volle favorire personalmente concedendogli il comando della marina pontificia nonché il titolo di sovrintendente delle fortezze e delle torri costiere dello Stato della Chiesa oltre al governatorato di Civitavecchia e uno stipendio di 2254 scudi annui, parallelamente alla concessione del grado di generale a suo padre Camillo Domenico. Questo cumulo di cariche di fronte a un ragazzo giovane e di nessuna esperienza militare, sollevò numerose proteste sia da parte degli ambienti militari dello stato della chiesa sia da parte dell'ordine di Malta.

### La prima impresa a Candia
La flotta pontificia si trovava all'epoca in una posizione delicata in quanto impegnata nella guerra di Candia, città quest'ultima che rimaneva l'ultimo baluardo sull'isola di Creta che attorno alla metà del secolo era stata quasi completamente conquistata dagli ottomani. Già Alessandro VII e poi il governatorato durante la sede vacante aveva impiegato diverse galee pontificie per la difesa di quelle acque, e così fece anche Clemente IX il quale però, notando come gli ottomani non volessero impegnarsi in uno scontro diretto e che le forze pontificie continuavano a rimanere impegnate in loco senza risultati, diede l'ordine di ritirare le navi dalla Grecia, riprendendo con una nuova missione l'anno successivo con cinque galere sotto il comando del nipote Vincenzo. Questi, imbarcatosi a Palos il 19 maggio 1668, fece sosta a Napoli dove venne ricevuto dal viceré Pietro Antonio d'Aragona e proseguì quindi alla volta della Sicilia dove venne raggiunto da altre galere dell'ordine di Malta il 5 giugno. Giunse a Corfù alla metà di giugno dove venne ricevuto dall'arcivescovo Carlo Labia e dagli ufficiali veneziani locali. Proseguì quindi alla volta di Zante e poi di Cerigo, unendosi il 7 luglio al resto della flotta veneziana (con 5 galeazze e 15 galere) al comando del capitano generale Francesco Morosini. Fu proprio il Morosini a cedere poco dopo il comando al Rospigliosi il quale si preoccupò di portare come prima cosa i rifornimenti necessari agli assediati a Candia. Il 3 agosto 1668 riuscì a conquistare l'isola di San Teodoro, di fronte a La Canea, a 140 km a ovest di Candia. Il 10 agosto si riunì con altri alti ufficiali per valutare le difese della città di Candia, ma si rese da subito conto che i contrasti interni tra i cavalieri di Malta ed i veneziani non avrebbero giovato allo scontro e anzi portarono infine all'abbandono dell'impresa da parte dei cavalieri gerosolimitani. Fu a quel punto che il Rospigliosi prese la decisione di rifornire la fortezza di Suda (posta a 130 km da Candia) e poi di ripartire alla volta dell'Italia. All'inizio di settembre, a Corfù, radunò le galere del regno di Napoli dirette a Candia ma concluse col comandante Pedro Álvarez de Toledo che non erano possibili ulteriori iniziative nell'area. Rientrò quindi con le sue navi a Civitavecchia ad ottobre.

### Il governatorato di Civitavecchia
Non appena ritornato dalla sua missione in mare aperto, nel gennaio del 1669 Rospigliosi riprese personalmente la direzione del governatorato di Civitavecchia e si impegnò in una serie di lavori pubblici per la città, progettandone addirittura un'espansione verso nord, con l'intento di raggiungere le mura più esterne fatte costruire all'epoca di Urbano VIII. Convincere lo zio pontefice non fu difficile di fronte alla possibilità di espandere uno dei principali porti militari e commerciali dello Stato Pontificio.

### La seconda impresa di Candia
Ritornò a considerare un'operazione militare su Candia grazie ai giochi diplomatici della Santa Sede che riuscì ad organizzare un'alleanza composta dai cavalieri di Malta e da forze francesi che venne posta al comando dello stesso Rospigliosi. Lo Stato Pontificio impegnò sette galere che partirono da Civitavecchia il 19 maggio e giunsero il 6 giugno a Messina e da qui, tre giorni dopo, si diresse a Candia assieme alle altre navi. Raggiunta Zante, si unì alla flotta del duca Louis Victor de Rochechouart de Mortemart, e il 3 luglio giunse a Standia, a sole 7 miglia da Candia. La sera del 6 luglio, insieme all'ammiraglio de Mortemart ed a Clemente Accarigi (comandante delle galere gerosolimitane), sbarcò presso la città che si trovava ancora sotto assedio e compì in segreto un sopralluogo sul sito. Convocò quindi un consiglio di guerra col comandante veneziano Francesco Morosini col quale predispose, impossibilitato ad agire via terra, un cannoneggiamento dal mare che venne condotto il 24 luglio successivo ma senza i risultati sperati. Di fronte a questo insuccesso, sia il duca de Mortemart che Philippe de Montaut-Bénac, duca di Navailles, decisero di ritirarsi dallo scontro, malgrado il Rospigliosi propendesse per farli rimanere. Candia si arrese infine il 6 settembre 1669.
Il viaggio di ritorno del Rospigliosi verso l'Italia, ad ogni modo, era già iniziato il 31 agosto quando aveva valutato come la situazione apparisse ormai disperata e, non appena ebbe raggiunto Roma coi francesi, colse l'occasione per accompagnare i duchi alleati dal papa per un'udienza privata.

### Gli ultimi anni
Dopo la morte di Clemente IX il 9 dicembre 1669, il Rospigliosi perse le sue cariche e il favore a corte, ma scelse comunque di rimanere a Roma nel palazzo che la sua famiglia possedeva nella parrocchia di San Lorenzo in Lucina.
Morì a Lamporecchio il 20 marzo 1673 e venne sepolto a Pistoia, presso la chiesa di San Domenico. Di lui dipinse un famoso ritratto il pittore fiammingo Jacob Ferdinand Voet, attualmente conservato a Roma, nella Galleria Pallavicini. Lasciò i suoi beni al fratello Giovanni Battista Rospigliosi, I principe Rospigliosi.

## Albero genealogico
|                                |   |                      | Genitori                     |  |  | Nonni |  |  | Bisnonni               |  |  | Trisnonni            |  |
|                                |   |                      |                              |  |  |       |  |  | Alessandro Rospigliosi |  |  | Girolamo Rospigliosi |  |
|                                |   |                      |                              |  |  |       |  |  | Alessandro Rospigliosi |  |  | Girolamo Rospigliosi |  |
|                                |   | Lena Montemagni      |                              |  |  |       |  |  | Alessandro Rospigliosi |  |  |                      |  |
| Girolamo Rospigliosi           |   |                      |                              |  |  |       |  |  | Alessandro Rospigliosi |  |  |                      |  |
|                                |   | Eleonora Sozzifanti  | Bartolomeo Sozzifanti        |  |  |       |  |  |                        |  |  |                      |  |
|                                |   | Eleonora Sozzifanti  | Bartolomeo Sozzifanti        |  |  |       |  |  |                        |  |  |                      |  |
|                                |   | Eleonora Sozzifanti  | …                            |  |  |       |  |  |                        |  |  |                      |  |
| Camillo Domenico Rospigliosi   |   | Eleonora Sozzifanti  |                              |  |  |       |  |  |                        |  |  |                      |  |
|                                |   | Vincenzo Rospigliosi | Taddeo Rospigliosi           |  |  |       |  |  |                        |  |  |                      |  |
|                                |   | Vincenzo Rospigliosi | Taddeo Rospigliosi           |  |  |       |  |  |                        |  |  |                      |  |
|                                |   | Vincenzo Rospigliosi | Maddalena Panciatichi        |  |  |       |  |  |                        |  |  |                      |  |
| Maddalena Caterina Rospigliosi |   | Vincenzo Rospigliosi |                              |  |  |       |  |  |                        |  |  |                      |  |
|                                |   | Candida Panciatichi  | Francesco Donato Panciatichi |  |  |       |  |  |                        |  |  |                      |  |
|                                |   | Candida Panciatichi  | Francesco Donato Panciatichi |  |  |       |  |  |                        |  |  |                      |  |
|                                |   | Candida Panciatichi  | Alessandra Bracali           |  |  |       |  |  |                        |  |  |                      |  |
| Vincenzo Rospigliosi           |   | Candida Panciatichi  |                              |  |  |       |  |  |                        |  |  |                      |  |
|                                | … | …                    |                              |  |  |       |  |  |                        |  |  |                      |  |
|                                | … | …                    |                              |  |  |       |  |  |                        |  |  |                      |  |
|                                | … | …                    |                              |  |  |       |  |  |                        |  |  |                      |  |
| Teodoro Cellesi                | … |                      |                              |  |  |       |  |  |                        |  |  |                      |  |
|                                |   | …                    | …                            |  |  |       |  |  |                        |  |  |                      |  |
|                                |   | …                    | …                            |  |  |       |  |  |                        |  |  |                      |  |
|                                |   | …                    | …                            |  |  |       |  |  |                        |  |  |                      |  |
| Lucrezia Cellesi               |   | …                    |                              |  |  |       |  |  |                        |  |  |                      |  |
|                                |   | Paolo Vinta          | …                            |  |  |       |  |  |                        |  |  |                      |  |
|                                |   | Paolo Vinta          | …                            |  |  |       |  |  |                        |  |  |                      |  |
|                                |   | Paolo Vinta          | …                            |  |  |       |  |  |                        |  |  |                      |  |
| Caterina Vinta                 |   | Paolo Vinta          |                              |  |  |       |  |  |                        |  |  |                      |  |
|                                |   | …                    | …                            |  |  |       |  |  |                        |  |  |                      |  |
|                                |   | …                    | …                            |  |  |       |  |  |                        |  |  |                      |  |
|                                |   | …                    | …                            |  |  |       |  |  |                        |  |  |                      |  |
|                                |   | …                    |                              |  |  |       |  |  |                        |  |  |                      |  |